# Pirata pallipes
Pirata pallipes är en spindelart som först beskrevs av John Blackwall 1857.  Pirata pallipes ingår i släktet Pirata och familjen vargspindlar.
Artens utbredningsområde är Algeriet. Inga underarter finns listade i Catalogue of Life.